# (32356) 2000 QM124
2000 QM124 (asteroide 32356) é um asteroide troiano de Júpiter. Possui uma excentricidade de 0.15643140 e uma inclinação de 12.66703º.
Este asteroide foi descoberto no dia 28 de agosto de 2000 por LINEAR em Socorro.